# Hemandradenia chevalieri
Hemandradenia chevalieri là một loài thực vật thuộc họ Connaraceae. Loài này có ở Bờ Biển Ngà và Ghana. Chúng hiện đang bị đe dọa vì mất môi trường sống.